# Wir müssen durch viel Trübsal
Wir müssen durch viel Trübsal (in tedesco, "Dobbiamo attraversare molte tribolazioni") BWV 146 è una cantata di Johann Sebastian Bach.

## Storia
La cantata Wir müssen durch viel Trübsal venne composta da Bach a Lipsia, forse nel 1726, e fu eseguita per la prima volta forse il 12 maggio dello stesso anno in occasione della terza domenica dopo pasqua. Il libretto è tratto dagli Atti degli Apostoli, capitolo 14 versetto 2, per il secondo movimento, da una poesia di Gregorius Richter per l'ottavo e da testi di autori sconosciuti per i rimanenti.
Il tema musicale è tratto dall'inno Werde munter, mein Gemüthe del compositore Johann Schop, pubblicato per la prima volta nel suo Himlische Lieder (Drittes Zehn) del 1642.

## Struttura
La cantata è scritta per soprano solista, contralto solista, tenore solista, basso solista, coro, flauto, oboe d'amore I e II, corno inglese I e II, violino I e II, viola, organo obbligato e basso continuo ed è suddivisa in otto movimenti:
1. Sinfonia.
2. Coro: Wir müssen durch viel Trübsal, per coro, violini, viola e continuo.
3. Aria: Ich will nach dem Himmel zu, per contralto, violino e continuo.
4. Recitativo: Ach! wer doch schon im Himmel wär, per contralto, archi e continuo.
5. Aria: Ich säe meine Zähren, per soprano, flauto, oboi e continuo.
6. Recitativo: Ich bin bereit, per tenore e continuo.
7. Duetto: Wie will ich mich freuen, wie will ich mich laben, per tenore, basso, oboi, archi e continuo.
8. Corale: Lasset ab von euren Tranen, per tutti.

La sinfonia di apertura, derivante probabilmente da un perduto concerto per violino, venne successivamente riutilizzata dallo stesso Bach per il primo movimento del concerto per clavicembalo e orchestra BWV 1052, assemblato a Lipsia nel 1738. Anche il coro successivo fu rielaborato come movimento centrale del medesimo concerto.